# 公案
公案，禪宗術語，指禪宗祖師的一段言行，或是一個小故事，通常是與禪宗祖師開悟過程，或是教學片斷相關。公案的原義為中國古代官府的判决文書，臨濟宗以參公案作為一種禪修方式，希望參禪者如法官一樣，判斷古代祖師的案例，以達到開悟。大慧宗杲禪師由公案中，發展出話頭禪法。
收集公案的著名著作有《碧巖錄》、《從容錄》、《無門關》、《正法眼藏》、《祖堂集》、《景德傳燈錄》、《五燈會元》以及《人天眼目》、《指月錄》、《續指月錄》等。

## 翻译
在英文中，“公案”依照日语こうあん音译爲koan。

## 註释参考
1. ↑  .   [2019-03-20]. （原始内容存档于2022-03-31）.